# اعتراف (فیلم ۲۰۲۲)
اعتراف (کره‌ای: 자백; لاتین‌نویسی اصلاح‌شده: Jabaek) یک فیلم معمایی دلهره‌آور محصول کره جنوبی سال ۲۰۲۲ به کارگردانی یون جونگ سوک و با بازی سو جی سوب، یونجین کیم، نانا و هوانگ سان هی است. این فیلم بر پایهٔ فیلم اسپانیایی مهمان نامرئی سال ۲۰۱۶ به کارگردانی اوریول پائولو است و داستان مردی که مظنون به قتل در یک اتاق مهر و موم شده می‌شود و وکیلش که در حال دستیابی به حقیقت است را به تصویر می‌کشد.
این فیلم در سی و ششمین جشنواره بین‌المللی فیلم فریبورگ در ۲۰ مارس ۲۰۲۲ و در بیست و چهارمین فستیوال فیلم شرق دور اودینه در ایتالیا در ۳۰ آوریل ۲۰۲۳ به نمایش درآمد. این فیلم در ۲۶ اکتبر ۲۰۲۲ در کره جنوبی منتشر شد.

## بازیگران
- سو جی سوب در نقش یو مین هو[۶]
- یونجین کیم در نقش یانگ شین ئه
- نانا در نقش کیم سه هی[۷]
- هوانگ سان هی[۸]
- چوی کوانگ ایل در نقش هان یونگ سوک
- هونگ سو جون در نقش جانگ ته سو[۹]
- هان گاپ سو در نقش هان سون جه[۹]
- پارک می هیون در نقش یک متصدی پذیرش هتل[۹]

## تولید
در سپتامبر ۲۰۱۹، گزارش شد که سو جی سوب در فیلم اعتراف حضور پیدا خواهد کرد و یونجین کیم، بازیگر نقش اول زن خواهد بود. در نوامبر ۲۰۱۹، نانا به گروه بازیگران فیلم پیوست. تصویربرداری اصلی در ۱۶ دسامبر ۲۰۱۹ آغاز شد و در ۲۹ فوریه ۲۰۲۰ به پایان رسید.